# Битва під Мартиновим

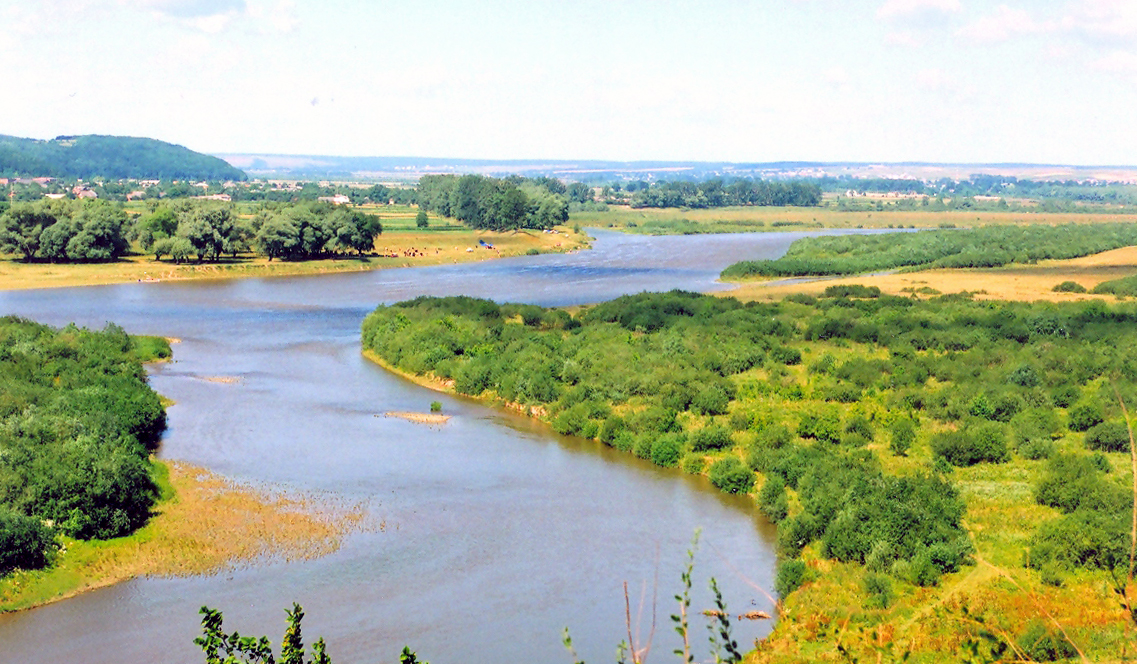
Дністер біля Мартинова. Фото 2007 року

Би́тва під Марти́новим — битва між відділами коронного, кварцяного військ під командуванням польного гетьмана коронного Станіслава Конецпольського, приватних корогов під командуванням Томаша Замойського з одного боку та ордою татар Кан-Темира-мурзи, що поверталась зі здобиччю назад, 20 червня 1624 року під містечком Мартинів (тепер село Новий Мартинів Івано-Франківській області). Загони війська Речі Посполитої завдали важкої поразки ногайським татарам.

## Татарський набіг
5 червня 1624 року Кантемир-мурза на чолі орди ногайців перейшов кордон Молдавського князівства з Польщею на Покутті поблизу Снятина. Татарська орда, замість того, щоби за звичаєм, відразу розпустити чамбули по краю, як того очікували кварцяні корогви розташовані на Покутті, пішла всією силою вглиб Польщі, випередивши польного гетьмана коронного Станіслава Конєцпольського та форсувавши Дністер 9 червня під Мартиновим. Татари дійшли аж до Медики біля Перемишля, де 10 червня розбили кіш (табір). Звідси чамбули пішли під Кросно, Ярослав і Ряшів. Один з чамбулів дійшов аж до Сандомирщини. Маючи при собі лише 1500 війська, Конєцпольський вирішив зібрати більше сил і підготувати засідку на татар, котрі повертатимуться зі здобиччю, на броді через Дністер під Мартиновим.

## Повернення татар
Зустрівши дужий опір населення та зазнаючи втрат, татари повернули назад. Коли 13 червня висланий на розвідку ротмістр Ян Одживольський доповів, що татари готуються до повернення, Конєцпольський вирішив переправитися на південний берег Дністра, щоби влаштувати залогу. Навколишнім селянам було наказано зробити засіки на можливих шляхах татар. Після прибуття підкріплень, що складалися як з приватних, так і кварцяних загонів, сили гетьмана зросли до 5000 жовнірів (4650 кінноти й 350 піхоти) з кількома гарматами. Для дій в полі було виділено лише 12 легких корогов кварцяних і приватних під командуванням Томаша Замойського. Решта військ, в тому числі гусари, повинна була діяти з табору. У лавах армії Конєцпольського були такі чудові солдати як Стефан Хмелецький, Ян Одживольський, Самійло Лащ, Павел Чарнецький і його іменитий брат Стефан Чарнецький. 19 червня татари (10 000 ординців) підійшли до Мартинова. Татарському ватажкові стало відомо про засідку. Конецпольський навмисно став дуже малим табором, щоби справити на татар враження, ніби у нього менше війська, ніж є насправді, і щоби заохотити Орду до атаки на начебто слабкого супротивника. Гетьман побоювався, щоб Кантемир не вирішив піти з кошем і здобиччю на дальшу переправу через Дністер коло Галича, бо тоді б він зумів вислизнути з приготованої на нього пастки. Коли Конєцпольський зрозумів, що татари побачили засідку, він вирішив повернутися на північний берег і прикрити переправу під Галичем (за 15 км від Мартинова).

## Битва
У ніч з 19 червня на 20 червня річпосполитський табір таємно переправився через Дністер і рушив на Галич. У відповідь Кантемир розділив свої війська: частину кинув навздогін за гетьманом, а кіш переправив під Мартиновом. Близько 3 години ночі 20 червня татари зіткнулися з противником на шляху до Галича. У цей час табір відступав і був за 11 км від Мартинова. Гетьман наважився на контрудар.
Коронний табір було вишикувано у вісім рядів, фронтом до Дністра. Між возами стала кіннота. Козаки панцерні) з авангарду охорони повинні були заманити сили Кантемира між польський табір і річку Дністер. Згідно з планом гетьмана, після цього його вояки ударом у фланг татарської орди, повинні були зіштовхнути їх на болота коло місця впадіння річки Лімниці у Дністер. Але Кантемир не мав наміру переправлятися під Галичем, хотів ошукати коронні війська, щоби дати час кошеві відійти подалі. Коли Кантемир почав відступати до Мартинова, Конєцпольський змушений був залишити таку зручну позицію.
Коли вози табору сходили з горбів, татари раптово атакували. Щоб прикрити табір і дати йому можливість підготуватися до бою, назустріч їм рушили панцерні корогви. Бій тривав годину, до моменту, коли татари розпочали загальний відступ. Коли коронний табір вийшов на рівнину, гетьман дав наказ на генеральний наступ. Табірні вози почали виходити із-за обох крил другого ешелону, після чого панцерні, що билися з татарами, кинулися назад до табору, прагнучи заманити татар під вогонь табірних гармат і рушниць. Хоча татари не спіймалися на таку хитрість, табір був тоді вже настільки близько, що одночасний залп піхоти з табору разом із пістолетними пострілами польської кінноти досягли татар, викликаючи у них безладдя.
Навздогін за втікачами рушило 12 козацьких (панцерних) корогов, яким вдалося обігнати татар і заступити їм шлях з півночі. Це сталося під Мартиновим. Повторний залп з луків і рушниць зіпхнув татар до Дністра, завдаючи їм важких втрат (багато хто з татар був змушений стрибнути з високого берега Дністра, шукаючи порятунку). Багатьох татар, що переправлялися через Дністер, було розстріляно з луків і вогнепальної зброї. Значна частина з них потонула. Поранення дістав татарський провідник Кантемир-мурза. Панцерні форсували річку і захопили майдан на іншому березі. Коли Кантемир усвідомив становище, то кинувся у контратаку, з метою скинути річпосполитську кінноту у річку, проте татар було відігнано вогнем пістолетів. Конєцпольський залишив табір і рушив зі всією своєю кіннотою на другий берег.

## Втеча татар

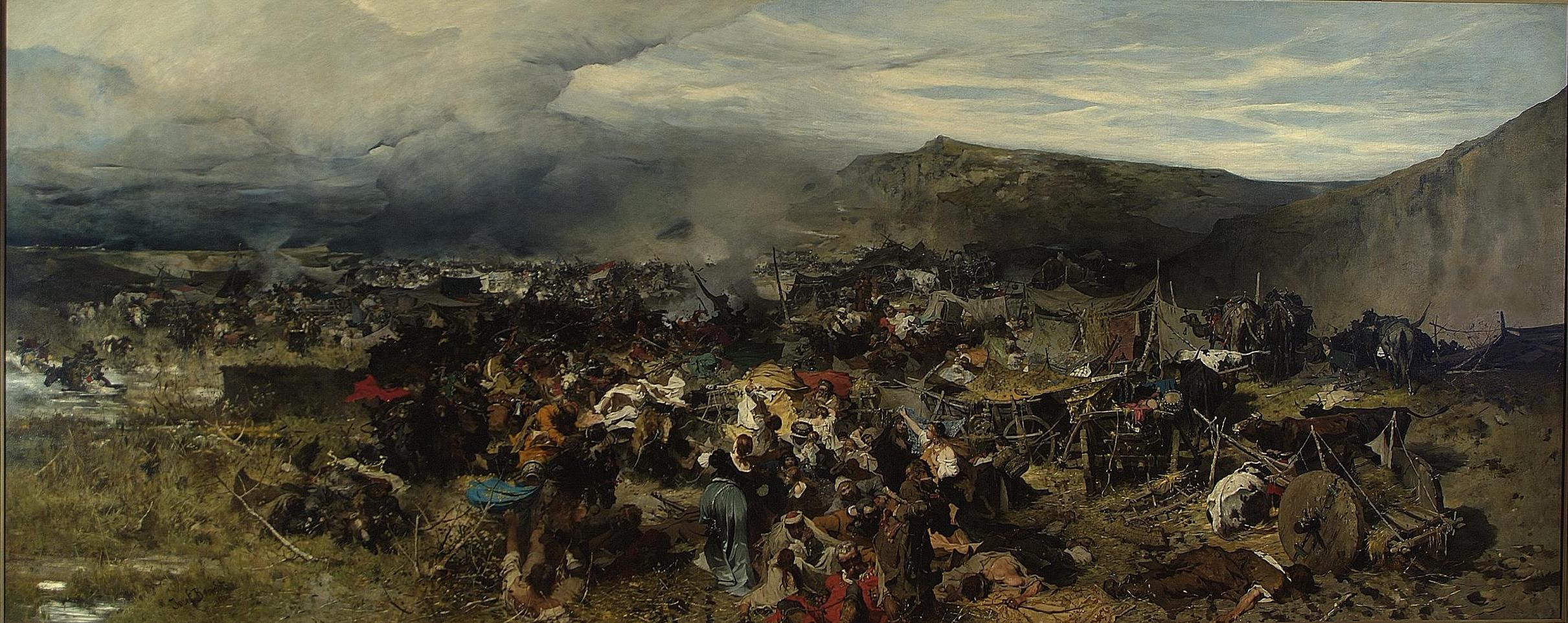
Юзеф Брандт, «Відбиття ясиру»

Татари кинулися тікати. Навздогін за кошем йшли 1000 козаків панцерних Стефана Хмелецького. Татари прагнули поквапити марш, вбиваючи полонених чоловіків, що робили спроби чинити опір, та викидаючи з возів дітей. Але попри це,  за 7 км гонитви татарський кіш наздогнали, полонених і худобу було відносно легко відбито. Полонених, яких татари вважали більш цінними й гнали посадженими на коней, було частково звільнено ще на переправі через Бистрицю, під Єзуполем.
Лише 21 червня під Хотимцем (90 км від Мартинова), після того, як було розбито останню групу татар, з настанням ночі, Хмелецький припинив переслідування. Весь шлях гонитви був завалений покинутим награбованим добром. Подальше переслідування вели коронні черкеси, що ще служили у війську Речі Посполитої. Тим часом татар, що розбіглися по лісах, винищили селяни. Лише кількасот із них втекло разом з Кантемиром на Буджак, але при цьому їм вдалося взяти з собою кілька полонених шляхтичів для викупу.
Перемога під Мартиновим започаткував нову фазу в історії коронно-татарських воєн. Орда, що безкарно грабувала край протягом довгих років, була розбита і зазнала величезних втрат.